# Hostouň (Plzeň)
Hostouň é uma cidade checa localizada na região de Plzeň, distrito de Domažlice.